# Mickey Baker
Pour les articles homonymes, voir Baker.
Mickey Baker, pseudonyme de McHouston Baker, né le 15 octobre 1925 à Louisville et mort le 27 novembre 2012 à Montastruc-la-Conseillère, est un guitariste américain spécialisé dans le blues.

## Biographie
Il travaille beaucoup dans les studios comme musicien d'accompagnement, dès la fin des années 1940, notamment avec Ray Charles. Il connaît le succès en formant le duo Mickey & Sylvia avec la chanteuse américaine Sylvia Vanderpool. Leur chanson Love Is Strange de 1956 est classée dans les hit-parades américains. Mickey tient également la guitare sur les versions originales de Fever (Little Willie John) et I Put a Spell on You (Screamin' Jay Hawkins).
Il est le créateur et publie plusieurs méthodes d'apprentissage de la guitare dans les genres blues, rock et jazz.
Fuyant le racisme, Mickey Baker s'établit en France, à Paris, au tout début des années 1960. Il contribue en 1962 au lancement du chanteur français Billy Bridge puis à celui de Michel Laurent. Il travaille avec de nombreux autres artistes français, comme Colette Magny — notamment pour son succès Melocoton —, Ronnie Bird, Françoise Hardy ou Sylvie Vartan.
Pour la chanteuse Chantal Goya, il fait les arrangements et produit les disques pour la firme RCA entre 1964 et 1967. Il lui compose alors quelques musiques dont Tant de joies. Il apparaît même en 1966 dans une scène du film Masculin féminin de Jean-Luc Godard dans lequel elle tient le rôle principal.
La chanteuse new-yorkaise April March rend hommage au duo dans la chanson Mickey & Chantal, trente ans après cette collaboration.
À la fin des années 1960, il joue également parfois avec Memphis Slim.
Mickey Baker meurt le 27 novembre 2012 à Montastruc-la-Conseillère, à l'âge de 87 ans, et repose dans le cimetière de cette commune.

## Discographie

### Comme leader
- The Wildest Guitar (Atlantic, 1959)
- Bossa Nova en Direct du Bresil (Versailles, 1962)
- Mickey Baker Plays Mickey Baker (Versailles, 1962)
- But Wild (King, 1963)
- Bluesingly Yours with Memphis Slim (Polydor, 1968)
- Mickey Baker in Blunderland (Major Minor, 1970)
- The Blues and Me (Black & Blue, 1974)
- Take a Look Inside (Big Bear, 1975)
- Tales from the Underdog (Artist, 1975)
- Mississippi Delta Dues (Blue Star, 1975)
- Up On the Hill (Roots, 1975)
- Blues and Jazz Guitar (Kicking Mule, 1977)
- Jazz Rock Guitar (Kicking Mule, 1978)
- Sweet Harmony (Bellaphon, 1980)
- Back to the Blues (Blue Silver, 1981)
- The Legendary Mickey Baker (Shanachie, 1991)
- Blues at Montreux, Polydor, 1993 (deux titres)
- Take a Look Inside, Universal, 2006
- The Real Folk Blues , Universal, 2006
- Mississippi Delta Blues, Fontana, 2006
- In the '50s: Hit, Git & Split, Rev-Ola, 2007
- New Sounds (Legacy, 2015)

### Comme sideman
Avec Dion DiMucci
- Runaround Sue (Laurie Records, 1961)

Avec Colette Magny
- Melocoton (CBS, 1963)
- Frappe Ton Coeur (Le Chant du Monde, 1963)
- Colette Magny (Le Chant du Monde, 1967)

Avec d'autres
- Big Maybelle, The Okeh Sessions (Charly, 1983)
- Ronnie Bird, L'amour Nous Rend Fou (Decca, 1964)
- Clarence "Gatemouth" Brown, The Blues Ain't Nothing (Black & Blue, 1972)
- Nappy Brown, Don't Be Angry! (Savoy, 1984)
- Ruth Brown, Ruth Brown (Atlantic, 1957)
- Ruth Brown, Miss Rhythm (Atlantic, 1959)
- Solomon Burke, Solomon Burke (Apollo, 1962)
- Milt Buckner, Rockin' Hammond (Capitol, 1956)
- Eric Charden, Eric Charden (Vega, 1963)
- Gene "The Might Flea" Connors, Let The Good Times Roll (Big Bear, 1973)
- Buck Clayton, Buck Clayton and Friends (Gitanes Jazz, 2007)
- Jimmy Dawkins, Jimmy Dawkins (Vogue, 1972)
- Jean-Jacques Debout, Jean-Jacques Debout (Vogue, 1964)
- Bill Doggett, Moondust (Odeon, 1959)
- Champion Jack Dupree, Champion Jack Dupree and His Blues Band Featuring Mickey Baker (Decca, 1967)
- Champion Jack Dupree, I'm Happy to Be Free (Vogue, 1972)
- Stefan Grossman, Friends Forever (Guitar Workshop, 2008)
- Coleman Hawkins, Disorder at the Border (Milan, 1989)
- Screamin' Jay Hawkins, At Home with Screamin' Jay Hawkins (Epic, 1958)
- Screamin' Jay Hawkins, ...What That Is! (Philips, 1969)
- Little Willie John, Fever (King, 1956)
- Louis Jordan, Somebody Up There Digs Me (Mercury, 1957)
- Booker T. Laury, Nothing but the Blues (Blue Silver, 1981)
- Booker T. Laury, Booker in Paris (EPM, 1992)
- Memphis Slim, Very Much Alive and in Montreux (Barclay, 1973)
- Jimmy Scott, If You Only Knew (Savoy, 2000)
- Sonny Terry & Brownie McGhee, Back Country Blues (CBS, 1958)
- Sylvie Vartan, Sylvie Vartan's Story 1962 & 1963 (RCA Camden, 1969)

## Publications
- Alone, trad. fr. & postf. Yves Gabay, avant-propos Bertrand Burgalat & Andrew Loog Oldham, Paris, Éditions Séguier, coll. L'Indéfinie, 768 p., 2021  (ISBN 978-2840498193)